# Süßwasseraquarium

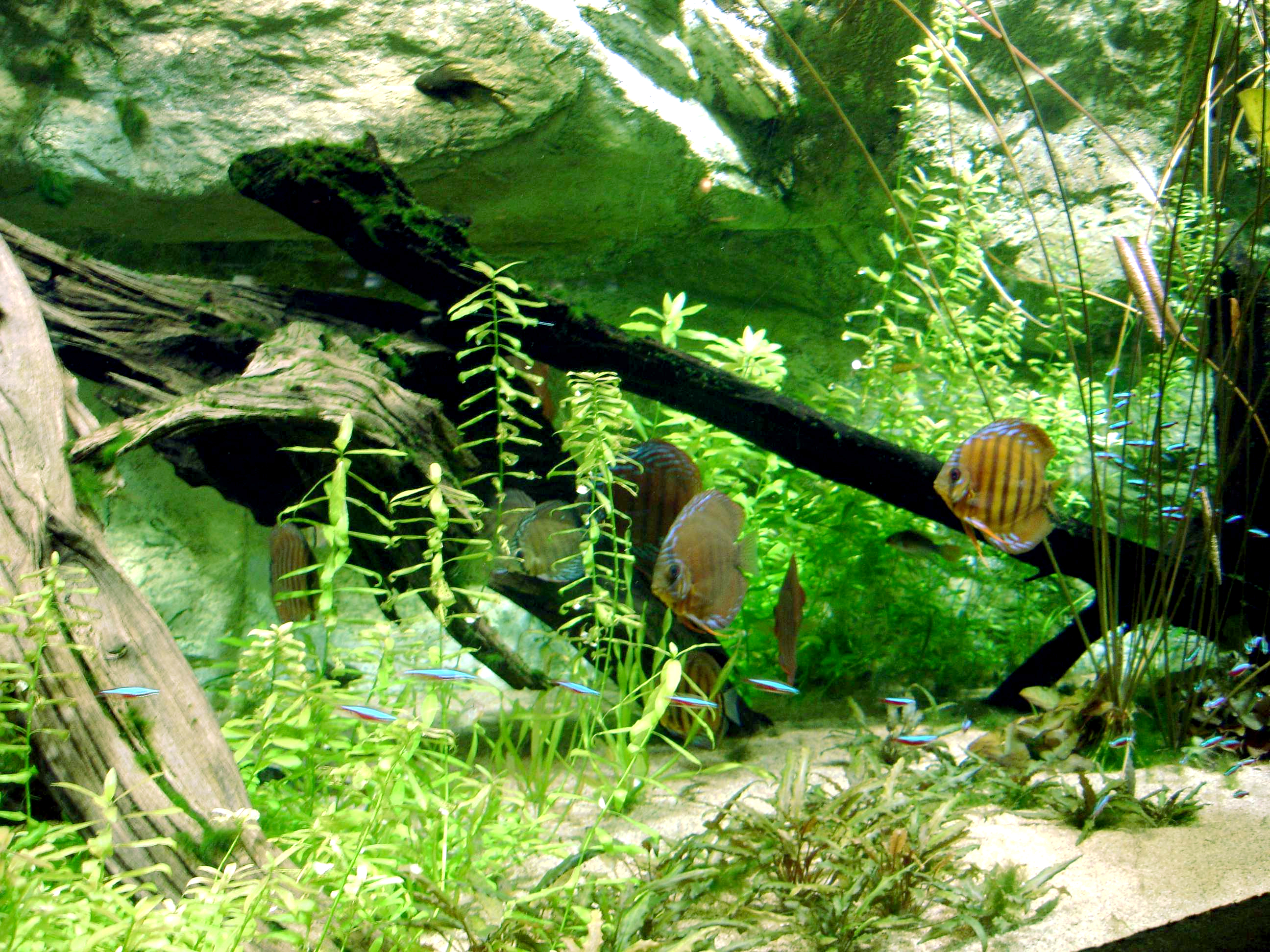
Amazonasbecken mit Diskusfischen (Symphysodon) und Roten Neonfischen (Paracheirodon axelrodi)

Das Süßwasseraquarium ist die häufigste Variante eines Aquariums. Damit bezeichnet werden alle Aquarien, deren Salzgehalt bei einem auf 4 °C geeichten Aräometer eine Wasserdichte von 1,000 g/cm³ ergibt. Damit unterscheidet es sich vom Brackwasser- und Meerwasseraquarium. Süßwasseraquarien können weiterhin in eine ganze Reihe anderer Unterklassen kategorisiert werden: beispielsweise in Altwasseraquarium, Biotopaquarium z. B. Amazonasbecken, Artaquarium oder Gesellschaftsaquarium, Schwarzwasseraquarium, Naturaquarium oder Holländisches Pflanzenaquarium.
In den meisten Fällen werden Neu-Aquarianer mit einem Süßwasseraquarium beginnen, da im Fachhandel bereits eine große Auswahl an Komplettsets zu günstigen Preisen erhältlich sind. Sie enthalten eine geeignete Beleuchtung, einen Aquariumfilter sowie in der Regel eine Stabheizung. Die Technik ist in diesen Sets enthalten und einfach aufgebaut. Der Betrieb eines solchen Süßwasseraquariums ist nach eingehender Information durch entsprechende Einsteigerliteratur sehr einfach. Ein größeres Becken ab einem  Bruttovolumen von etwa 120 l weist eine bessere biologische Stabilität auf als ein kleineres und ist somit einfacher zu pflegen.